# Агранович Софія Залманівна
Софія Залма́нівна Аграно́вич (24 червня 1944 — 18 липня 2005) — російська філолог, літературознавиця, фольклорист, професор катедри російської та зарубіжної літератури Самарського університету, кандидат філологичних наук, дослідниця фольклору.

## Життєпис
Народилася 1944 року у місті Куйбишев (нині Самара) у сім'ї робітників. Закінчила Куйбишевський педагогічний інститут. Після закінчення, деякий час працювала у школі (1961—1962), також була науковим співробітником Куйбишевського літературного музею (1966—1968), викладала у профтехучилищі (1968—1975), читала лекції в інших вишах та школах (за програмою доуніверситетської підготовки).
За запрошенням Льва Адольфовича Фінка прийшла працювати до Куйбишевського державного університету, де працювала 30 років та стала  видатною спеціалісткою з фольклору, міфології, міфопоетики.
Софія Залмановна розробила авторський курс «Історія та теорія фольклору», проводила студентський спецсемінар, присвячений зв'язкам фольклору і літератури, відображенню в художній свідомості міфологічних уявлень, адаптації міфу у побутовій та художній сфері. Дослідженню цих проблем Софій Залманівна присвятила й свою наукову діяльність: разом зі своїми колегами Л. П. Рассовською, А. В. Пєтрушкіним, І. В. Саморуковою, Є. Є. Стефанським, С. В. Березіним написала сім наукових монографій.
Основний напрям наукової діяльності С. З. Агранович: відображення та побутування архаїчних структур мови та мислення у літературі; міфотворчі процеси, аналіз та походження міфів, міфопоетика та сюжетотворчі функції міфу. Продуктивно розвинула компоративні методи дослідження явищ культури.
Нагородженна медаллю «Ветеран праці».

### Особистість
Агранович була відома своїм епатажним стилем, що виявлявся у спілкуванні зі студентською аудиторією:
Агранович була «… такою собі Новодворською від філології самарського масштабу. Людиною яскравою і освіченою. Через неї проходили всі першокурсники (в основному — першокурсниці) самарського філфаку. Самарські „маніжні панночки“, які тільки-но прийшли на філфак, одразу потрапляли до неї — важкої, цинічною, полум'яної, гострої на слово. Шокуючий стиль був нею обрано свідомо. Чого варті тільки її епатажні цигарки під час лекцій, здатні були надовго вразити вчорашніх школярок…».

### Видання
- Агранович С. З. Фольклор и поэтика Чингиза Айтматова // Проблемы истории критики и поэтики реализма. — Куйбышев: Издательство КуГУ, 1980. — С. 92-109.
- Агранович С. З. Фольклорные источники повести Чингиза Айтматова «Белый пароход» // Проблемы истории критики и поэтики реализма. — Куйбышев: Изд-во КуГУ, 1981. — С. 143—159.
- Агранович С. З., Рассовская Л. П. Историзм Пушкина и поэтика фольклора. — Куйбышев: Издательство Саратовского университета, Куйбышевский филиал, 1989. — 192 с.
- Агранович С. З., Рассовская Л. П. Миф, фольклор, история в трагедии «Борис Годунов» и в прозе Пушкина. — Самара: Издательство «Самарский университет», 1992. — 216 с.
- Петрушкин А. И., Агранович С. З. Неизвестный Хемингуэй. — Самара: Самарский Дом печати, 1997. — 224 с.
- Агранович С. З., Саморукова И. В. Гармония — цель — гармония: Художественное сознание в зеркале притчи — М.: Международный институт семьи и собственности, 1997. — 135 с.
- Агранович С. З., Саморукова И. В. Детский фольклорный праздник «Русские святки». — М.: Когито-центр, 1999. — 84 с.
- Агранович С. З., Конюшихина М. В. Поэтапное изучение Библии в контексте мировой литературы. — М.: Когито-центр, 1999. — 80 с.
- Агранович С. З., Саморукова И. В. Двойничество. — Самара: Издательство «Самарский университет», 2001. — 132 с.
- Агранович С. З., Стефанский Е. Е. Миф в слове: продолжение жизни: Очерки по мифолингвистике. — Самара: Издательство СаГА, 2003. — 168 с.
- Агранович С. З., Березин С. В. Homo amphibolos: археология сознания. Самара: Бахрах-М, 2005. — 344 с.

- Агранович С., Конюшихина М., Петрушкин А., Рассовская Л. и др. У корней мирового древа. Миф как культурный код. — Самара: Бахрах-М, 2015—448 с. ISBN 9785946481137